# Pere Benejam
Pere Benejam (Ciutadella, Menorca ?- Barcelona, 1524) va ser un monjo jerònim i escriptor.
El cognom Benejam és propi de conversos. Segons un seu descendent, Daniel Benejam, de Barcelona (2018), els Benejam eren judeo àrabs procedents de Ciutadella (Menorca) (Plaça de la Centena). El cognom Ben-Hejam significa "fill del desert" o del "no-res" (expòsit?).
Fou prior del monestir de Sant Jeroni de la Murtra a Badalona, en temps de Ferran II el Catòlic, i després del monestir de la Vall d’Hebron, ja en temps de Carles V. El 1507 fou enviat a Saragossa amb un altre frare per suplicar al Rei Ferran l'enfranquiment del Castell de Tous, que el rei concedí de bon grat. Feu editar el breviari geronimià amb el títol d’Enchiridion (1515) i és autor de l’Speculum sapientie presbyteri (Diccionari d’Història Eclesiàstica de Catalunya).
Era coetani dels Reis Catòlics, de Colom, de Carles I i de fra Ramon Paner. Fou el primer frare jeroni de la Murtra de qui es té notícia que va escriure una obra que fos impresa.
Diu Cuyàs que “Fray Pedro Beneján, prior, consejero de los Duques de Cardona y de los Condes de Prades, [diu ducs de Cardona i comtes de Prades com si fossin personatges diferents, però en realitat són els mateixos que ostentaven els dos títols] a quien los Reyes Católicos llamaron varias veces a consulta en su palacio, en el que tenía libre entrada hasta las mismas habitaciones particulares de los Soberanos; estos gustaban de sentarle a su lado y oírle hablar de cosas de Dios y enjuciar delicados problemas de los hombres. Por mediación de tan virtuoso religioso obtuvo su Monasterio el señorío de la villa de Tous. Carlos I estuvo una Semana Santa con él en el Cenobio del Valle de Belén, confirmándole todos los privilegios y mercedes que había recibido de sus abuelos. De su sabia y prudente pluma salieron varios libros de ascética, exponentes fieles del alma pura y santa de su autor. Murió en el año 1520, víctima de una furiosa epidemia que asolaba Barcelona”. (Resúmen histórico...)
Segons Ernest Zaragoza fou prior de la Murtra del 1517 al 1520, és a dir, era el prior quan vingué per primera vegada Carles I a Sant Jeroni de la Murtra i li va confirmar tots els privilegis que havien atorgat al monestir els Reis Catòlics.

## Obra
- Praeparatione facienda ante Missa celebrationem
- Scrupulis faciendis et evitandis circa tantum sacramenti
- De laude et veneratione ipsius sacramenti
- Speculum sapientiae Presbyteri.

Comenta el P. Sigüenza: “procede en todas estas obras con un modo magistral y grave, y porque le dixeron algunos de sus hermanos a quien los comunicó que el estilo era dificultoso y las materias graves que no las entenderían todos, les hizo unas elucidaciones para los lugares oscuros. Ninguna de esta obras salió a la luz, por el descuydo de esta religión o por su modestia, como se han quedado en lo obscuro otras cien cosas”.